# 夏のせい ep
『夏のせい ep』（なつのせい イーピー）は、RADWIMPSの通算1枚目のEP。2020年9月2日にユニバーサルミュージック内のレーベル、EMI Recordsから発売された。

## 背景とリリース
RADWIMPSとしては初のEPである。2020年3月から7月にかけて配信限定でリリースされていた楽曲をすべて収録している。
パッケージとしてはCDのみの通常盤、特典映像を収録したBlu-rayまたはDVDが付属する初回限定盤A・Bの3形態でリリースされる。また、初回限定盤には収録曲「夏のせい」のミュージック・ビデオの撮影に密着したフォトブックが封入される。
アートディレクターは相楽賢太郎 (POLARNO)。

## ミュージック・ビデオ
夏のせい
監督：山田健人
女優の山田杏奈が出演している。
音源と同様にMVもApple Music限定で公開されていた。YouTubeでも遅れて2020年9月1日に公開された。
猫じゃらし #RADnekojarashi ver.
監督：ミラーレイチェル智恵
「猫じゃらし」のリリース企画に寄せられた投稿写真で構成されている。2020年5月15日にYouTubeで公開された。
猫じゃらし (Orchestra ver.)
監督：ミラーレイチェル智恵
これまでRADWIMPSの作品に携わってきた映像作家を中心としたクリエイター陣が、混乱の状況下にある今、当たり前だった日常を新たな視点／感情で切り取った映像を撮影している。2020年5月29日にYouTubeで公開された。
Light The Light
監督：島田大介
日本でのストリーミング配信開始日の2020年3月20日にYouTubeで公開された。

## 収録内容
| 全作詞・作曲: 野田洋次郎、全編曲: RADWIMPS、ストリングスアレンジ協力: 徳澤青弦。 |                                                                              |            |            |      |
| #                                                                                | タイトル                                                                     | 作詞       | 作曲・編曲 | 時間 |
| 1.                                                                               | 「夏のせい」                                                                 | 野田洋次郎 | 野田洋次郎 | 5:42 |
| 2.                                                                               | 「猫じゃらし」                                                               | 野田洋次郎 | 野田洋次郎 | 4:48 |
| 3.                                                                               | 「Light The Light」                                                          | 野田洋次郎 | 野田洋次郎 | 3:58 |
| 4.                                                                               | 「新世界」                                                                   | 野田洋次郎 | 野田洋次郎 | 4:14 |
| 5.                                                                               | 「ココロノナカ (Complete ver.)」                                             | 野田洋次郎 | 野田洋次郎 | 4:19 |
| 6.                                                                               | 「夏のせい (English ver.)」(英詞: 野田洋次郎・Jamil Kazmi [MUSIC FOR MUSIC]) | 野田洋次郎 | 野田洋次郎 | 5:42 |
| 合計時間:                                                                        | 合計時間:                                                                    | 28:26      |            |      |

| #  | タイトル                                          | 作詞 | 作曲・編曲 | 監督                 |
| -- | ------------------------------------------------- | ---- | ---------- | -------------------- |
| 1. | 「Light The Light Music Video」                   |      |            | 島田大介             |
| 2. | 「猫じゃらし Teaser」                             |      |            | 島田大介             |
| 3. | 「猫じゃらし Music Video (#RADnekojarashi ver.)」 |      |            | ミラーレイチェル智恵 |
| 4. | 「ココロノナカ Movie (StayHome ver.)」            |      |            | 野田洋次郎・島田大介 |
| 5. | 「夏のせい Music Video」                          |      |            | 山田健人             |
| 6. | 「夏のせい ミュージックビデオ メイキング映像」    |      |            | 神谷裕史             |

## 楽曲詳細
夏のせい
配信リリース日：2020年7月24日（Apple Music限定）
Apple Music CMソング。
タイトルの通り夏をテーマにした楽曲である。野田洋次郎はこの曲について、「僕ら、季節をテーマにした曲ってそんなになくて。夏にフォーカスして、自分が感じる夏というものを、一度RADWIMPS流に、ストレートに表現したいという思いが強かったんです歌詞の中にも、夏の美しさだったり、はかなさだったり、やんちゃさであったりという情緒みたいなものが全部一つの曲に込められた気がして、気に入っています」と語っている。
2020年8月26日には「2020 FNS歌謡祭 夏」（フジテレビ）にRADWIMPSが初出演、同年9月4日には「ミュージックステーション」（テレビ朝日）に4度目の出演をし、この楽曲を演奏した。
リリース翌年の「FUJI ROCK FESTIVAL'21」にて1曲目としてライブ初披露された。
2021年発売のオリジナルアルバム『FOREVER DAZE』への収録が決定している。
猫じゃらし
配信リリース日：2020年4月6日
キリンビバレッジ「午後の紅茶」CMソング。CMのために野田が書き下ろしたもので、CMでは野田洋次郎名義で使用されている。
楽曲のテーマは「そばにある"幸せ"」で、配信シングルとしてリリースされた際には、これをテーマとした写真の募集や、オリジナルジャケット制作などの企画が実施された。
MVは2種類制作されており、うち1作は募集した写真で編集されたもの（#RADnekojarashi ver.）、もう1作はRADWIMPSのMVを手がけてきた映像作家を中心とした32人のクリエイター陣が撮影した映像で構成されたものである。どちらも監督はミラーレイチェル智恵。
本楽曲と同時に配信された「猫じゃらし(Orchestra ver.)」は本EPには未収録となっている。
2021年発売のオリジナルアルバム『FOREVER DAZE』には「犬じゃらし」として収録される。
Light The Light
配信リリース日：2020年3月20日（ストリーミング限定）
新型コロナウイルス感染症の中国での流行を受け制作された楽曲。野田が中国の知り合いから「中国で不安な生活を送る人たちを励ます曲を作ってはもらえませんか」と提案され、制作された。
新世界
配信リリース日：2020年5月9日
5月8日の「ミュージックステーション」（テレビ朝日系）に出演した際に演奏した楽曲。「番組にぜひメッセージを届けてほしい」という出演オファーを受け書き下ろされた。野田は「最初にお話をいただいたとき、みんなが前を向けるような曲を作ろうと思い制作を始めました。ですが、段々とそれだけでいいのかと違和感が生まれていきました。COVID-19（新型コロナウイルス感染症）は僕たちからたくさんのものを奪っていったと同時に、たくさんの気づきも与えてくれています。日常がいつか戻って来たとして、それは今までとは違う新しい世界なんだと思います」と語っている。2020年11月22日、23日に横浜アリーナで行われたメジャーデビュー15周年記念ライブ「RADWIMPS 15th Anniversary Special Concert」ではEP収録曲で唯一披露された。
ココロノナカ (Complete ver.)
2020年6月3日よりストリーミング限定で配信されている楽曲の完全版で、BSスカパー!およびYouTubeにて8月12日に放送・配信された番組「KIBO 宇宙放送局 開局特番〜WE ARE KIBO CREW〜」内にて初公開された。
もともとは前述のミュージックステーション出演のために書き始めた曲であったが、この曲の作業は取りやめ、代わりに「新世界」が書かれた。その後「お蔵入りさせるのもなんか違う気がしてきた」とし、同年5月23日にInstagramでショートバージョンを発表。前述の通り6月3日からストリーミング限定で同音源を配信した。
「夏のせい」同様2021年発売のオリジナルアルバムへの収録がアナウンスされていたが、その後未収録が決定。
夏のせい (English ver.)
配信リリース日：2020年7月24日（Apple Music限定）
「夏のせい」の英語版。

## タイアップ
夏のせい
Apple Music CMソング
猫じゃらし
キリンビバレッジ 「午後の紅茶」CMソング

## クレジット
RADWIMPS
野田洋次郎 Vo, Gt, Pf, Program
桑原彰 Gt, Program
武田祐介 Ba, Program
Drum Support 森瑞希
Additional Musician
Trumpet：タブゾンビ[SOIL”PIMP”SESSIONS]
Trombone：本尚史
Saxophone：栗原健
Violin：藤堂昌彦・德永友美・川口静華・漆原直美・石急協子・中島知惠・押缝費之・伊能修・石糯尚子・芹田碧
Viola：細川亜維子・萩原薰・菊地幹代・三品芽生
Violoncello：德澤青强・西谷牧人・森田香織・結城贵弘
Contrabass：田邉和弘・玉木寿美・小谷和秀
Translation (M-6)：野田洋次郎・Jamil Kazmi [MUSIC FOR MUSIC]